# 第三国际
共产国际（俄语：Коммунистический интернационал，缩写为），通称第三国际（Третий интернационал），也称赤色国际或红色国际，是一个共产党和共产主义组织的国际联合组织，1919年3月在弗拉基米尔·列宁领导下成立，总部设于蘇聯莫斯科。1943年5月15日，共产国际执行委员会主席团作出《关于提议解散共产国际的决定》；并于5月25日公开宣布《解散共产国际的决议》，声言这是为了适应世界反法西斯战争的发展，便于各国共产党独立处理问题。相关人员和组织转入随即成立的苏联共产党中央委员会国际部。

## 历史
1919年3月2日，共产国际第一次代表大会在莫斯科召开，标志第三国际的成立。當时，俄国无产阶级已经革命成功，建立起苏维埃政府。第三国际本名「共产国际」，区别于第二国际的别名「社会主义国际」。第三国际初成立时，各国支部差不多皆為第二国际原有的支部分裂出来的，即第二国际中的革命派发展为第三国际，正式抛弃改良主义，而号召世界革命。
1920年8月，共产国际第二次代表大会通过《共产国际章程》，并按章程规定选出了共产国际第一届执行委员会，并通过加入共产国际的“二十一条”。1921年8月，共产国际第三次代表大会召开，中共首次派出代表（张太雷、杨明斋）与会。1919年—1926年，第三国际的主要领导人是格里戈里·季诺维也夫；1926年—1928年，为尼古拉·布哈林；1934年之后，是保加利亚人格奥尔基·季米特洛夫，但因为苏联为当时仅有的由共产党执政的国家，第三国际许多活动及决议都需要苏联支持，故苏联最高领导人约瑟夫·斯大林对第三国际有重大影响力。

1929年7月共产国际第十次扩大全会结束后，国际共产主义运动活动家克拉拉·蔡特金在私下对一个瑞士同志说：
共产国际已经从活着的政治体变为了一个死去的机构，它一方面只能吞下俄罗斯的指令，另一方面又用各种语言将这些指令反芻。
不过，在公开场合，蔡特金仍然以自己的声望支持共产国际并保持缄默。
1943年5月15日，苏联为拉拢英国和美国，联合对抗纳粹德国，共产国际执行委员会主席团作出《关于提议解散共产国际的决定》:
……为适应反法西斯战争的发展，并考虑各国斗争情况的复杂，需要各国共产党独立自主地处理面临的问题……
5月22日，执委会向全世界公布了这个决定。6月10日，共产国际执行委员会正式宣告解散共产国际，相关人员和组织转入随即成立的苏联共产党中央委员会国际部，各國的共產黨名義上不再作为共产国际支部，而是独立运作的共產黨。

## 大会
| 大会           | 地点                       | 日期                  | 备注 |
| -------------- | -------------------------- | --------------------- | --- |
| 第一次代表大会 | 苏维埃俄国莫斯科           | 1919年3月2日—6日      | 齐美尔瓦尔德联盟解散并入国际。 |
| 第二次代表大会 | 苏维埃俄国莫斯科和彼得格勒 | 1920年7月19日—8月7日  | 重要的决定包括成立共产国际执行委员会作为国际的执行机构以及通过加入共产国际的条件《二十一条》                                       |
| 第三次代表大会 | 苏维埃俄国莫斯科           | 1921年6月22日—7月12日 | 重要的决定包括成立赤色职工国际和共产国际国际联络部。                                                                               |
| 第四次代表大会 | 苏维埃俄国莫斯科和彼得格勒 | 1922年11月5日—12月5日 | 列宁出席的最后一次代表大会，重要的决定包括以统一战线的策略扩大为国际共产主义政策的基本组成部分以及成立国际赤色济难会。             |
| 第五次代表大会 | 苏联莫斯科                 | 1924年6月17日—7月8日  | 主要讨论民族和殖民地问题，谈到了殖民地国家的统一战线和无产阶级的领导的问题。                                                       |
| 第六次代表大会 | 苏联莫斯科                 | 1928年7月17日—9月1日  | 大会采纳了“第三时期”理论，宣布社会民主主义为“社会法西斯主义”。此外，新通过的章程规定“一国一党原则”，各国的共产党称为共产国际支部。 |
| 第七次代表大会 | 苏联莫斯科                 | 1935年7月25日—8月21日 | 大会决定联合各国一切可能的力量建立最广泛的反法西斯人民阵线。                                                                       |

### 相关会议
| 会议                                   | 地点                             | 日期                 | 备注 |
| -------------------------------------- | -------------------------------- | -------------------- | --- |
| 第一届东方人民大会                     | 阿塞拜疆苏维埃社会主义共和国巴库 | 1920年9月1日—8日     | 此次会议的召开标志着共产国际开始支持东方殖民地的革命。                                                                                 |
| 远东革命团体第一次代表大会             | 苏维埃俄国伊尔库茨克和莫斯科     | 1922年1月21日—2月2日 | 贯彻共产国际二大根据列宁关于民族殖民地问题的理论着眼于东方的反帝反封建民族解放运动，推动在东亚、东南亚组建各国的共产党与民族主义政党。 |
| 世界反帝大会和世界反殖民主义大同盟大会 | 比利时布鲁塞尔                   | 1927年2月10日—15日   | 决议成立反对帝国主义大同盟。 |
| 反帝大同盟第二届大会                   | 魏瑪共和國法兰克福               | 1929年7月            | 由于共产国际六大通过的第三时期理论，大会陷入共产主义者和民族资产阶级的对抗。                                                           |
| 第一届黑人工人国际会议                 | 魏瑪共和國汉堡                   | 1930年7月7日—8日     | 大会成立了国际黑人工人工会委员会。 |
| 世界反对帝国主义战争大会               | 荷蘭阿姆斯特丹                   | 1932年8月27日—29日   | 大会成立了世界反对帝国主义战争委员会。                                                                                                 |

## 共产国际下属组织
- 青年共产国际（1919年—1943年）
- 赤色职工国际（1920年—1937年）
- 共产主义妇女国际（1920年—1930年）
- 赤色体育国际（1921年—1937年）
- 国际工人救济会（1922年—1935年）
- 国际赤色济难会（1922年—1941年）
- 农民国际（1923年—1939年）
- 国际列宁学校（1926年—1938年）
- 反对帝国主义大同盟（1927年—1935年）
- 国际革命作家联盟（1927年—1935年）
- 共产国际远东情报局

### 共产国际执行委员会下属组织
- 共产国际国际联络部
- 共产国际执行委员会远东局
- 共产国际执行委员会阿姆斯特丹局
- 共产国际执行委员会维也纳局
- 共产国际执行委员会巴尔干局
- 共产国际执行委员会中欧局
- 共产国际执行委员会斯堪的纳维亚局
- 共产国际执行委员会罗马局
- 共产国际执行委员会波兰-波罗的海沿岸局
- 共产国际执行委员会英美局
- 共产国际执行委员会拉丁美洲局[5]

## 领导人
共产国际执行委员会主席
1. 格里戈里·季诺维也夫（1919年－1926年）
2. 尼古拉·布哈林（1926年－1929年7月19日）
3. 维亚切斯拉夫·莫洛托夫（1929年7月19日－1935年）[6]
4. 格奥尔基·季米特洛夫（1935年－1943年）

共产国际执行委员会副主席
1. 德米特里·马努伊尔斯基

共产国际执行委员会总书记
1. 瓦西里·科拉羅夫（1922年－1924年）
2. 奥托·库西宁

共产国际国际联络部部长
1. 奥西普·皮亚特尼茨基（1922年6月11日－1934年8月）
2. 米哈伊尔·特里利塞尔（1935年8月－？月）
3. 鲍里斯·梅利尼科夫（1935年－1937年）